# Shirley Souagnon
Shirley Souagnon, (Clichy, Hauts-de-Seine, 3 de octubre de 1986) es una actriz y comediante francesa. Tras comenzar en el stand-up en 2008, se hizo famosa gracias a su participación en el programa de televisión On n'demande qu'à en rire.

## Trayectoria
Nació en Clichy  de padres franco-marfileños. Creció y se mudó con frecuencia, de Asnières-sur-Seine a La Flèche (Sarthe), pasando por Picardía, Londres e incluso Savigny-le-Temple (Seine-et-Marne), donde estudió secundaria. Estudió ciencias en el instituto Léonard de Vinci (Édouard Branly) de Melun.
Jugó baloncesto durante diez años y se unió al equipo de Madison High School en Houston, Texas durante un año cuando tenía 17 años.
De regreso a Francia, comenzó a trabajar en teatro y luego en comedia. Escribió su primer sketch en 2006 y realizó su primer espectáculo, Sketch Up.! en 2008 en el Théâtre Le Bout de París. Al año siguiente participó en Pliés en 4 (en France 4), Paris fait sa Comédie y en el festival Youhumour. Ganó La Route du Rire en 2009 luego el Premio al Joven Talento del Año en 2010 en el “Humor».  Se unió al equipo de Jamel Comedy Club en 2010 y participó en Comedy Club Live como columnista en Mouv' radio. Fue telonera de Franck Dubosc en el Olympia y participó en la Gala Ni putes Ni soumises en 2010.
Desde 2011, fue columnista del programa semanal Samedi Roumanoff en Europa 1.  El espectáculo terminó en 2014. También participó por primera vez en el festival Just for Laughs en Montreal.
En 2012 realizó su primer concierto Sketch Up en La Cigale. Se proyectó en la Comédie de Paris. Desde 2012 es la madrina de la Liga de Baloncesto Femenino, con la que produce espectáculos que combinan baloncesto y comedia.
Abiertamente lesbiana, lo convirtió en el tema de un sketch titulado "Gay, gay, gay", en el contexto de los debates sobre el matrimonio igualitario.
Prestó su imagen a una campaña contra el SIDA organizada por Gayvox-Inpes en 2011.
En 2014, Shirley Souagnon se unió al elenco de la serie Engrenages.  También ese año, aportó su voz y produjo su segundo espectáculo, Free! El One Woman Funky Show, que mezcla humor y música.  En 2015, comenzó a presentar el espectáculo Mieux vaut en rire en Francia Ô.
Lanzó su primer programa de sketches transmitido desde Afrostream.tv,  titulado Shirley Souagnon Show.
El 30 de mayo de 2016 se convirtió en miembro de Les Grosses Têtes en RTL junto a Laurent Ruquier. Ese mismo año presentó el festival Afropunk con su joven amigo comediante Fary.
El 5 de octubre de 2019 inauguró el Barbès Comedy Club, el primero inaugurado por una comediante, donde actúan numerosos comediantes.  El club cerró en septiembre de 2022.
Es embajadora de AMREF, la ONG de salud pública líder en África Oriental.

## Reconocimientos
- 2009: La Ruta de la Risa de Volkswagen
- 2010: Premio al Joven Talento del Año 2010 (Premios del Humor)